# Міхал Шпак
Міхал Шпак (пол. Michał Szpak; 26 листопада 1990), — польський співак. 2016 року представляв Польщу на Євробаченні 2016 із піснею «Color of Your Life».

## Дискографія
- XI (EP) (2011)
- Byle być sobą (2015)